# Emirat de Dàniyya
L'emirat o taifa de Dàniya (àrab: إمارة دانية, imārat Dāniya o طائفة دانية, ṭāʾifa Dāniya) fou un estat andalusí, construït per un mawla dels amírides al voltant de la ciutat de Dàniya i que va incloure també les illes Balears.

## Fundació
Fou creat arran de la descomposició del califat de Còrdova, vers el 1010 per l'emir i esclau Abu-l-Jayx ibn Yússuf al-Muwàffaq Mujàhid i tenia Dàniya com la capital de la taifa. Abu-l-Jayx ibn Yússuf al-Muwàffaq, conegut pel sobrenom de Mujàhid, n'era el governador, càrrec que va portar fins al 1013, per titular-se després regent del califa omeia Abd-Al·lah al-Muaytí, al qual, de fet, només va deixar els afers religiosos.
El 1014, va conquerir les illes Balears i després de construir una flota els mesos següents va atacar l'illa de Sardenya (1015); va derrotar els sards i es va establir al Campidanu, però en fou expulsat per genovesos i pisans. El seu fill Iqbal ad-Dawla Alí, fil de mare cristiana, fou fet presoner pels alemanys, mentre el pare era derrotat i perseguit per la coalició cristiana que va recuperar l'illa.
El 1016 va deposar al-Muaytí, que va intentar deposar Mujàhid durant la seva campanya a Sardenya, i va donar les seves funcions religioses a Abd-Al·lah ibn Ubayd-Al·lah, del qual nominalment fou regent fins almenys el 1018, quan Dénia i les Balears van reconèixer com a califa al-Murtada. El 1021 va ocupar Elx, Oriola i Alacant, que pertanyien a Khayran d'Almeria; aquest mateix any, Mujàhid va nomenar el seu nebot Abd-Al·lah com a governador de les Balears (va morir el 1036). En els següents anys, va fer diversos atacs navals a les costes catalanes, destacant-ne el del 1023 a Tortosa. El 1038 va ocupar Llorca i el nord de Múrcia. El 1039 va atacar València, l'emir de la qual es trobava a Almeria, però no va aconseguir ocupar-la i el 1040 es va signar la pau; el mateix 1040 va associar al govern el seu fill Hàssan, però el 1043 el va apartar del poder, probablement per conspirar.

## Emirats de Mujàhid i Alí
Mujàhid va convertir el regne en un important centre marítim i comercial, fins i tot encunyava la seua pròpia moneda, que va subsistir fins a la invasió almohade.
Mujàhid va morir el 1044 i el va succeir el seu fill Alí ibn Mujàhid Iqbal-ad-Dawla, que ja havia estat rescatat del captiveri. Va regnar 32 anys (fins al 1076), encara que sense les qualitats del seu pare. Portà una vida dissoluta, era avar i poc treballador, i es va dedicar a posar impostos als seus súbdits.
El 1045 Muqàtil, probablement germà de Mujàhid, fou reconegut com a emir a Tortosa. El 1054/1055, va enviar a Egipte un vaixell ple de queviures per ajudar en una epidèmia de fam, i va retornar carregat de joies i riqueses. El 1058, Alí ibn Mujàhid va atorgar al bisbe de Barcelona jurisdicció sobre les esglésies del seu regne. El mateix any, l'antic emir de Tortosa, Labib, amb el suport de Saragossa, va recuperar el poder, però el 1059 Alí va anar a Tortosa amb un exèrcit i va posar al tron Yala al-Amirí. El 1076, Abu-Jàfar Àhmad ibn Sulayman al-Múqtadir de Saragossa va ocupar Tortosa i va seguir contra Dénia, que també va ocupar. Segons unes informacions, Alí va fugir a les Balears, on el governador local Abd-Al·lah ibn al-Murtada ibn al-Àghlab el va rebre, però no el va reconèixer com a emir, títol que va assumir ell mateix; segons d'altres, va ser fet presoner i va morir captiu a Saragossa el 1081/1082. Durant cinc anys Dénia va dependre de Saragossa.

## Desaparició com a emirat independent
Al-Múqtadir va morir el 1081 i va deixar Dénia, Lleida i Tortosa al seu fill al-Múndhir Imad-ad-Dawla, que va establir la seva capital a Xàtiva, i sovint s'anomena aquest estat com emirat de Xàtiva. Va ocupar Alacant, que havia caigut en mans de Múrcia (Regne de Sevilla). El 1082, es va aliar a Berenguer Ramon II de Barcelona contra el seu germà Abu-Àmir Yússuf ibn Àhmad ibn Hud al-Mútaman de Saragossa, i forces aliades van assetjar Almenar, però foren derrotades pel saragossà i el comte de Barcelona fou fet presoner, encara que tot seguit alliberat. El mercenari castellà Rodrigo Díaz de Vivar, al servei de Saragossa, va fer la guerra a l'emir de Xàtiva.
El 1086, el rei al-Qàdir de València va atacar Xàtiva, i al-Múndhir va demanar ajut als seus aliats el comte de Barcelona, el rei d'Aragó i de Pamplona, i el comte d'Urgell. Quan els catalans van avançar cap a València, els valís de Morvedre, Sogorb, Xèrica i Almenara es van declarar independents; prop de Xàtiva, al-Qàdir fou derrotat i va fugir cap a València. Els catalans estaven disposats a atacar la ciutat quan al-Mútaman de Saragossa va atacar Lleida, tot i que els aragonesos l'atacaven també i li van arrabassar Montsó temporalment. L'atac saragossà a Lleida fou rebutjat principalment pels catalans.
El 1087, va morir Abd-Al·lah ibn al-Murtada de les Balears i les illes van declarar la seva obediència a al-Múndhir. El 1089, l'emir de Xàtiva i els catalans van atacar València aprofitant que el cap mercenari castellà Rodrigo Díaz se n'havia anat a Castella; però el rei castellà li va ordenar de tornar per ajudar el seu protegit, el rei de València al-Qàdir, i davant dels mercenaris ben entrenats els catalans i els seus aliats locals es van haver de retirar cap a Requena. A la campanya del 1090, els catalans i castellans es van enfrontar en la batalla de Tébar (prop dels ports de Beseit) i Berenguer Ramon II fou derrotat i va caure presoner; per ser alliberat va haver de pagar un fort rescat.
El 1090 va morir al-Múndhir i va repartir el seu regne: Lleida i Tortosa per al seu fill Sàyyid-ad-Dawla Sulayman ibn al-Múndhir, i Xàtiva, Dénia i les Balears per a Mubàixxir Nàssir-ad-Dawla. Els saragossans van ocupar, llavors, Lleida mentre els valencians van avançar cap al sud i van ocupar Elx i el castell de Polop. Els Banu Batir exerciren la seva tutela sobre el poder reial.
El 1091 l'almoràvit Yússuf, que havia ocupat Almeria, va entrar a Múrcia, Xàtiva i finalment a Dénia, que va ocupar fàcilment. Mubàixxar va fugir a les Balears.
Dénia va romandre en mans dels almoràvits fins al 1145. Del 1145 al 1170, va passar a la taifa de València i el 1170 als almohades, fins al 1225.
Durant la reconquesta una vegada reconquerida la taifa de València per Jaume I hi va haver una treva de set anys (1238-1243) entre la presa de València "i el seu regne i l'altre regne que estava al sud del Xúquer" i que no pertanyia a València, fins al 1244, en què fou ocupada pels catalans.